# 准静止锋

天气图上准静止锋的标志

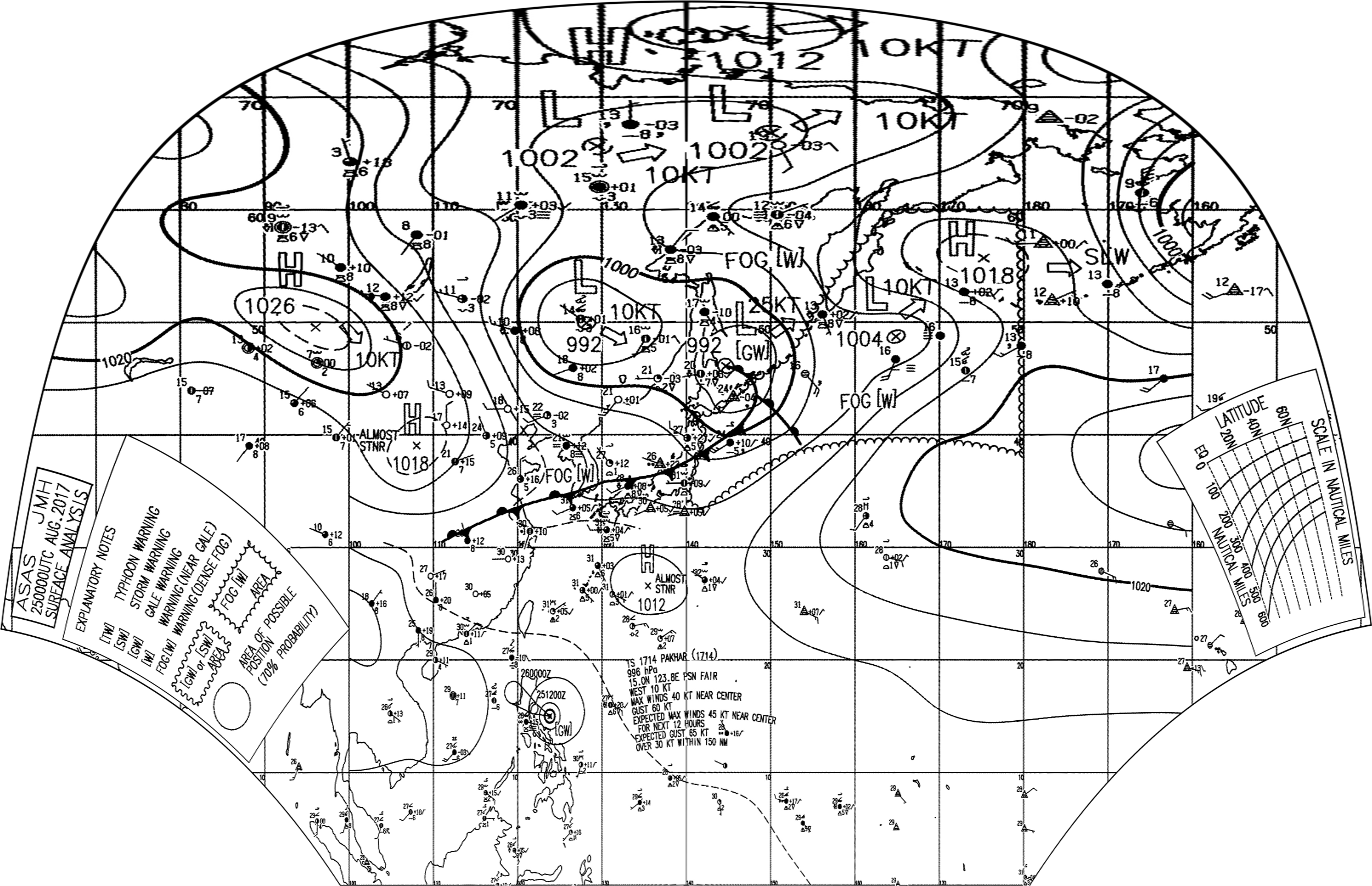
日本氣象廳发布的天气图，时间是2017年8月，准静止锋从长江中下游跨越黄海，延伸至日本中部

气象学上的准静止锋是指移动缓慢的锋，又称静止锋或滞留锋。准静止锋两侧的冷暖气团势力相当，使锋在一定区域内来回摆动，造成长时间的晴雨相隔天气。在实际应用中，通常将 6 小时以内位置无较大变化的锋认为是准静止锋。在天气图上，准静止锋常以红蓝相间的实线标识，其指向暖气团的一侧附有红色的半圆形，指向冷气团的一侧附有蓝色的三角形。

## 形成过程
准静止锋可能由移动缓慢的冷锋或暖锋转变而成，当锋的移动速度降低至 9 km/h 以下时，就会演变成为准静止锋。准静止锋两侧的风向通常与锋面平行且方向相反，这亦是阻碍准静止锋移动的原因之一。
冷空气在移动过程中遇山受阻时常会形成准静止锋，中国大陆常见的此类准静止锋有天山准静止锋、秦岭准静止锋、南岭准静止锋和云贵准静止锋等。

## 天气过程
准静止锋的天气类似于冷锋中的第一型冷锋：在地面锋线过后开始出现降水，风速增大且天气转差，待高空槽过境后，降水逐渐停止，天气开始转晴。但由于准静止锋的坡度第一型较冷锋更小，其云雨区亦较第一型冷锋更加宽广。当准静止锋的坡度特别小时，暖空气常需爬升一定距离后才能凝结成云、雨，因而其云雨区不一定紧靠地面锋线。
在春季和夏季，若暖空气的层结不稳定，准静止锋亦可能出现雷雨天气，在低空有切变线或低涡配合的情况下还可能产生暴雨等显著的降水现象。